# Sveriges ambassad i Sofia
Sveriges ambassad i Sofia var Sveriges diplomatiska beskickning i Bulgarien som var belägen i landets huvudstad Sofia. Beskickningen bestod av en ambassad och ett antal svenskar utsända av Utrikesdepartementet (UD). Ambassaden lades ned 2010.

## Historia
Ambassaden i Sofia stängdes den 30 september 2010. I stället ackrediterades en Stockholmsbaserad ambassadör till Bulgarien som besöker landet regelbundet. Ett honorärt generalkonsulat i Sofia upprättades i samband med detta. Härutöver finns ett honorärkonsulat i Varna vid Svarta havskusten. Det finns också en bulgarisk-nordisk handelskammare.

## Beskickningschefer
| Namn                    | Period    | Funktion          | Ackreditering                                |
| ----------------------- | --------- | ----------------- | -------------------------------------------- |
| Cossva Anckarsvärd      | 1914–1920 | Envoyé            | Sidoackrediterad från ambassaden i Ankara.   |
| Gustaf Oscar Wallenberg | 1920–1921 | T.f. Envoyé       | Sidoackrediterad från ambassaden i Ankara.   |
| Gustaf Oscar Wallenberg | 1921–1930 | Envoyé            | Sidoackrediterad från ambassaden i Ankara.   |
| Carl von Heidenstam     | 1930–1931 | Envoyé            | Sidoackrediterad från ambassaden i Ankara.   |
| Erik Boheman            | 1931–1934 | Envoyé            | Sidoackrediterad från ambassaden i Ankara.   |
| Wilhelm Winther         | 1934–1935 | Envoyé            | Sidoackrediterad från ambassaden i Ankara.   |
| Patrik Reuterswärd      | 1935–1948 | Envoyé            | Sidoackrediterad från ambassaden i Bukarest. |
| Hugo Tamm               | 1948–1949 | Chargé d’affaires |                                              |
| Sven Allard             | 1949–1951 | Envoyé            | Sidoackrediterad från ambassaden i Bukarest. |
| Rolf R:son Sohlman      | 1951–1963 | Envoyé            | Sidoackrediterad från ambassaden i Moskva.   |
| Gunnar Gerring          | 1964–1969 | Ambassadör        |                                              |
| Olof Ripa               | 1969–1974 | Ambassadör        |                                              |
| Gunnar Ljungdahl        | 1974–1978 | Ambassadör        |                                              |
| Manfred Nilsson         | 1978–1981 | Ambassadör        |                                              |
| Hans Andén              | 1981–1985 | Ambassadör        |                                              |
| Åke Berg                | 1985–1989 | Ambassadör        |                                              |
| Hans-Olle Olsson        | 1990–1993 | Ambassadör        |                                              |
| Bertil Lund             | 1993–1998 | Ambassadör        |                                              |
| Sten Ask                | 1998–2003 | Ambassadör        |                                              |
| Bertil Roth             | 2003–2008 | Ambassadör        |                                              |
| Paul Beijer             | 2008–2010 | Ambassadör        |                                              |
| Helena Pilsas Ahlin     | 2010–2015 | Ambassadör        | Stockholmsplacerad.                          |
| Louise Bergholm         | 2015–2020 | Ambassadör        | Stockholmsplacerad.                          |
| Katarina Rangnitt       | 2020–     | Ambassadör        | Stockholmsplacerad.                          |